# Notoschoenomyza spinicosta
Notoschoenomyza spinicosta är en tvåvingeart som först beskrevs av Stein 1904.  Notoschoenomyza spinicosta ingår i släktet Notoschoenomyza och familjen husflugor. Inga underarter finns listade i Catalogue of Life.